# Armoise romaine
Pour les articles homonymes, voir Absinthe.
Artemisia pontica
Espèce
Classification phylogénétique
L'Armoise romaine ou  petite absinthe (dont le nom scientifique est Artemisia pontica  L.) est une espèce de plante à fleurs de la famille des Asteraceae.
Elle entre dans la composition de plusieurs boissons alcoolisées dont l'absinthe en complément de la grande absinthe et elle est la source du principal arôme du vermouth (apéritif à base de vin blanc). 

## Origine, aire de répartition
cette plante serait originaire du sud-est de l'Europe (son nom d'espèce (pontica) fait référence à la région du Pontus sur les rives de la mer Noire). 
Elle s'est ensuite naturalisée sur une grande partie de l'Eurasie, de la France au Xinjiang et elle a été introduite en Amérique du nord où elle se naturalise dans les États du nord-est du pays,,.

## Description
Comme l'indique son nom de « petite absinthe », Artemisia pontica est appelée est plus petite en taille et en feuilles que la « grande absinthe » (Artemisia absinthium). 
C'est une plante vivace rhizomateuse à tiges dressées (jusqu'à un mètre de haut), au feuillage vert-gris, finement divisé et aromatique. 
Les fleurs sont petites, jaunâtres et apparaissent en panicules lâches à l'extrémité des tiges.

## Propriété pharmacochimiques
Son huile essentielle contient du cinéol, du camphre, de la thuyone et du bornéol, entre autres composants.
On la dit moins amère que la grande absinthe.

## Culture
Elle est cultivée à grande échelle dans un but commercial dans certains pays (Espagne, Lituanie).